# Vesna (banda)
Vesna é uma banda de folk contemporâneo checa, actualmente composta por seis membros, todas mulheres. A banda representou a República Checa no Festival Eurovisão da Canção de 2023 com a canção «My Sister's Crown». O nome vem da deusa eslava da Primavera, Vesna.

## História

### Conformação e primeiros singles
Em 2016, a líder da banda, Patricie Fuxová, queria criar uma banda exclusivamente feminina que reivindicasse a feminilidade e a irmandade eslavas. No Conservatório «Jaroslav Ježek», Fuxová viria a conhecer os futuros membros Bára Šůstková, que tocava violino, Andrea Šulcová e Tanita Yankovová, que tocava flauta.
Em 2018, Šulcová e Yankovová deixaram o grupo e foram substituídos pela pianista Olesya Ochepovská e pela baterista Markéta Vedralová. No mesmo ano, a banda lançaria o seu primeiro álbum de estúdio intitulado «Pátá bohyně». Numa entrevista à revista de notícias checa «Týden», Fuxová afirmou que o álbum foi inspirado tanto em acontecimentos da vida real com que se tinha deparado como em histórias e contos de fadas checos. O álbum ganhou o prémio Descoberta do Ano nos Prémios de Música Checa «Ceny Anděl» de 2018. Durante a pandemia de COVID-19, a banda começou a trabalhar num segundo álbum de estúdio intitulado «Anima». Em uma entrevista, o membro da banda Bára Šůstková relatou que o álbum foi representado por motivos animais, a relação entre homens e mulheres e o corpo feminino.

### Concurso Eurovisão da Canção de 2023
A 16 de Janeiro de 2023, a banda foi anunciada como um dos seis concorrentes no «ESCZ 2023», a pré-seleção checa para a Eurovisão, a selecção nacional checa para o Festival Eurovisão da Canção de 2023. Quando os resultados da votação foram revelados em 7 de Fevereiro de 2023, a banda tinha recebido 10.584 votos, vencendo por uma margem de 6.368 votos e tornando-se assim as representantes para o concurso de música europeu.

## Discografia

### Álbuns
| Título      | Detalhes                                                                                 |
| ----------- | ---------------------------------------------------------------------------------------- |
| Pátá bohyně | - Lançamento: 20 de Novembro de 2018 - Editora discográfica: Warner Music Czech Republic |
| Anima       | - Lançamento: 22 de Maio de 2020 - Editora discográfica: Warner Music Czech Republic     |

### Singles
| Título                                | Ano  | Álbum       |
| ------------------------------------- | ---- | ----------- |
| "Světlonoš" (com Terezie Kovalová)    | 2017 | Pátá bohyně |
| "Kytička"                             | 2018 | Pátá bohyně |
| "Láska z Kateřinic" (com Vojtěch Dyk) | 2018 | Pátá bohyně |
| "Bílá laň" (com Vera Martinová)       | 2019 | Anima       |
| "Nezapomeň"                           | 2019 | Anima       |
| "Voda"                                | 2020 | Anima       |
| "Downside"                            | 2020 | Sem álbum   |
| "Vlčí oči"                            | 2020 | Anima       |
| "Vse stoji (Ne dojamem)"              | 2021 | Sem álbum   |
| "Pomiluj mě"                          | 2022 | Sem álbum   |
| "Love me"                             | 2022 | Sem álbum   |
| "Забудь её"                           | 2022 | Sem álbum   |
| "My Sister's Crown"                   | 2023 | Sem álbum   |